# Ход в немецкий конец
Ход в немецкий конец — западный отрезок Северного морского пути: морской торговый путь, проложенный поморами в XV веке к северному побережью Скандинавии вдоль восточного побережья Белого моря и северного берега Кольского полуострова с волоком через полуостров Рыбачий.

## История
Наиболее ранние сведения о северорусском мореплавании относятся к концу XV века. Они появились в литературе в связи с привлечением поморских судов для выполнения задач государственного значения. В период, когда Россия вела активную борьбу против Ливонского ордена и Швеции за Прибалтику, наиболее безопасный путь в Западную Европу проходил по Белому морю и далее вдоль северных берегов Скандинавского полуострова. Начиная с конца XV века русские дипломаты неоднократно пользовались этим путём, направляясь в Данию, Испанию и другие европейские государства. Один из этих походов был описан С. Герберштейном со слов Григория Истомы, который совершил его в 1496 году. Ещё раньше, по-видимому, в 1493 году, шло в Копенгаген «морем-акияном» посольство Д. Лазарева и Д. Зайцева. В 1522—1525 годах поморские суда использовались для выполнения дипломатических миссий В. Игнатьева и Д. Герасимова.
Весьма приближённо можно говорить о том, что именно в XV веке происходило формирование всех необходимых аспектов полярного судовождения: конструирование судов, освоение бассейна Белого моря и выход за его пределы, отработка основ навигации, формирование корпуса профессиональных моряков, которые в последующее столетие проявили себя непревзойдёнными «морскими знатцами». Одним из основных достижений русского арктического мореплавания XV—XVI веков явилось открытие нескольких морских ходов в Баренцевом и Карском морях: Ход в немецкий конец, Мангазейский морской ход, Енисейский ход, Новоземельский ход и Ход груманланский. На значительном протяжении эти ходы совпадали с теми трассами, которые позднее пытались проложить западноевропейские мореплаватели.

## Маршрут
Первый этап хода пролегал от Архангельска вдоль восточного берега Белого моря в северном направлении. Второй этап — пересечение горла Белого моря — был сопряжён с большими трудностями, поскольку сходящиеся в этом районе приливно-отливные течения приводят к частым морским волнениям. Третий этап — околобереговое плавание вдоль северного побережья Кольского полуострова до мыса Святой Нос. Это мыс, расположенный на границе Терского и Мурманского берегов и являющийся западной оконечностью Белого моря, играл роль своего рода путевого репера, где мореплавателей поджидала ещё одна опасность: водоворот, вызванный встречным морским течением. На карте «Кольский залив» Л. Вагенера (1612) имеется врезка с изображением мыса Святой Нос. Чертёж сопровождается ремаркой: «На этом месте в прилив образуется пустота, в которую устремляется вверх донный ил». Очевидно, речь идёт о водовороте, представлявшем опасность для судов. Поморские кочи преодолевали этот участок на вёсельном ходу. Следующий приметный пункт хода — полуостров Рыбачий, который суда преодолевали волоком.
В записках С. Герберштейна полуостров назван мысом Мотка, что связано с обозначением существовавшего здесь волока: по-саамски волок, перешеек называется мутьок, мотьок-тайбола. Под таким названием фигурирует он и на карте Л. Вагенера «Норвегия и Лапландия», хотя в конце XV века было известно его современное название. На некоторых картах: А. Ортелия «Карта Московии» (1570), Г. Меркатора «Карта России с окрестностями» (1607), этот полуостров носит название Кегор по существовавшему здесь крупному поморскому промысловому становищу, которое было расположено на северо-западной оконечности полуострова. Во второй половине XVI века это было место крупных торгов, куда съезжались русские, карелы, саамы и иностранных купцы.
Неслучайно этот полуостров был нанесен на многих географических картах севера России и Европы XVI века. На восточном мысовом участке полуострова обычно наносилась надпись Лаус (или Лоус). На карте Г. Меркатора «Россия и окрестности» (1595) надпись Кегор заменена на Веда-губа (современная Вайда), а Лаус — на Тибне, отчего на более позднем переиздании его карты (1607) появилось наименование западного залива: Тинневолок. Позднее это название закрепилось на многих картах XVI века. Западный залив полуострова Рыбачий, где заканчивался волоковой путь, обозначен на картах Европы К. Дудтса (1600) и Й. И. Понтануса (1611) как Мемеволок, а на карте М. Виллемса (около 1608) — Мейневолок. Русские названия этих заливов полуострова Рыбачий, которые связывали волоковой путь, — Большая и Малая Волоковые губы. После преодоления волока суда входили в Варангер-фьорд и далее двигались вдоль берегов Норвегии.

### Первичные источники
- Герберштейн, Сигизмунд. Плавание по Ледовитому морю // Записки о Московии = Rerum Moscoviticarum Commentarii / Пер. с нем. А. И. Малеина, А. В. Назаренко. — М.: Издательство МГУ, 1988. — 430 с. — 40 000 экз. — ISBN 5-211-00183-4.

### Вторичные источники
- Старков В. Ф. Ход в немецкий конец // Очерки истории освоения Арктики. — М.: Научный мир, 2001. — Т. II: Россия и Северо-Восточный проход. — 113 с. — 500 экз. — ISBN 5-89176-118-1.